# Emilianów (Tomaszów Mazowiecki)
Pour les articles homonymes, voir Emilianów.
Emilianów est une localité polonaise de la gmina de Lubochnia, située dans le powiat de Tomaszów Mazowiecki en voïvodie de Łódź.